# حجاب فاشون
حجاب فاشون (بالإنجليزية:Hijab Fashion) «أزياء الحجاب» هي مجلة تطرح شهريا خاصة بأزياء المحجبات بطريقة عصرية من خلال مجموعة متنوعة من الملابس الجاهزة التي تناسب النساء المحجبات لمناسبات مختلفة وأنماط مختلفة وتصدر كل ما هو جديد في عالم الأزياء والموضة.
حجاب فاشون هي شركة إنجليزية مقرها في مدينة لندن، وتصدر مقالات بالعربية والإنجليزية ولها متابعون من معظم أنحاء العالم، في عام 2004 كانت المجلة هي الأولى في مصر على حسب الموقع الرسمي للمجلة.